# Gracià (usurpador)
Gracià (en llatí Gratianus) va ser un usurpador del tron imperial romà l'any 407.
L'exèrcit va assassinar Marc que s'havia revoltat a Britànnia, i Gracià va ser proclamat al seu lloc com a emperador pretendent. Se suposa que era nadiu de Britànnia, britó de naixement segons es dedueix de Pau Orosi i Beda. Podria haver estat membre de l'aristocràcia urbana o militar, i segurament per això va ser aclamat pels soldats.
Va governar quatre mesos quan els bàrbars atacaven la Gàl·lia i es temia que els invasors passessin a Britànnia. L'exèrcit volia creuar el Canal de la Mànega per anar a combatre els bàrbars però Gracià ho va impedir. Molestos els oficials van assassinar Gracià i van proclamar a Constantí.